# Armenische Bartholomiten
Bei den armenischen Bartholomiten handelte es sich um armenische Basilianermönche, die 1307 nach Genua kamen, dort eine Kirche des heiligen Bartholomäus gründeten und eine Kongregation bildeten. Sie lebten zunächst nach der Regel des heiligen Benedikt und trugen den weißen Habit der Dominikaner. Papst Clemens V. gestattete ihnen den Gottesdienst nach armenischem Ritus. 
Später nahmen sie die Regel des heiligen Augustinus an und gründeten in mehreren italienischen Städten  Klöster. Sie erhielten von Papst Bonifatius IX. die Privilegien der Dominikaner, diese wurden aber schließlich 1650 von Innozenz X. wieder aufgehoben.
Eine Niederlassung der Bartholomiten befand sich in Würzburg, dies ist für die Zeit von 1384 bis 1405 urkundlich belegt. Zu Beginn des 16. Jahrhunderts finden sich dort keine Spuren des Ordens mehr.
Von ihren Mitgliedern haben Cherubini, Cerbelloni und Paul Costa als Prediger bedeutenden Ruf erworben.